# ویلیام سنت کولوم بلاند
ویلیام سنت کولوم بلاند (انگلیسی: William St Colum Bland؛ ۶ ژوئن ۱۸۶۸ – ۹ فوریه ۱۹۵۰) فرد نظامی اهل بریتانیا بود. وی همچنین برندهٔ جوایزی همچون نشان حمام شده‌است.